# الاتجاه المحافظ في كولومبيا
الإتجاه المحافظ في كولومبيا هو إتجاه سياسي حزبي محافظ في كولومبيا يتخذ من شخصية وإنجازات العسكري والسياسي الفنزويلي سيمون بوليفار إيديولوجياته منذ سنوات عديدة على مختلف الحركات المحافظة. وكان أول حزب رسمي تم إنشاؤه في عام 1837، من طرف خوسيه إغناسيو دي ماركيز باسم "Republicanos Moderados" أي «الجمهوريين المعتدلين»، رغم عدم وجود برنامج لهم سوى إيمانهم بالله وحب النظام والسيطرة. في عام 1840 وقعت حرب أهلية ساعدت على خلق أحزاب مستقبلية، بما في ذلك حركة حزب المحافظين الكولومبي، المرجع الأصي لهذه الحركات.

## أنظر كذلك
- الحزب الليبرالي الكولومبي
- حزب المحافظين الكولومبي